# Laky Károly (edző)
Laky Károly (Budapest, 1912. július 11. – Budapest, 2000. augusztus 13.) magyar vízilabdázó, edző.

## Élete és pályafutása
1912-ben született. 1926-ban kezdett versenyszerűen vízilabdázni a BBTE csapatában. 1933–1945 között a BSE játékosa volt, amellyel megnyerte az 1940-es magyar bajnokságot. A második világháborút követően a Vasas SC-hez igazolt, amelynek tagjaként 1947-ben ismét országos bajnok lett. Játékosként tagja volt az Budapesten tartott 1935-ös nemzetközi egyetemi játékokon aranyérmes csapatnak, majd a Párizsban rendezett 1937-es játékokon is elsők lettek. Sportolói pályafutását 1947-ben fejezte be.
Már aktív sportolóként edzői szerepkörben dolgozott: 1938–1944-ben a BSE ifjúsági együttesének edzője volt. 1945-től a BVSC-nél tevékenykedett mint edző, 1948–1952-ben az egyesület elnöki tisztségét is ő töltötte be. Ő alapozta meg a BVSC vízilabda-szakosztályának sikerességét. 1966-ban irányításával a klub csapata megnyerte a magyar bajnokságot. 1954 és 1956, valamint 1960 és 1965 között a magyar férfi vízilabda-válogatott szövetségi kapitányaként tevékenykedett. Irányítása alatt a nemzeti együttes aranyérmet szerzett a Lipcsében megrendezett Európa-bajnokságon, illetve a tokiói 1964-es nyári olimpia vízilabdatornáját is megnyerte. 1967 és 1978 között Kubában ért el jelentős sportsikereket, irányításával az ország vízilabda-válogatottja az 1975-ös világbajnokságon Caliban negyedik helyezést ért el. 1978-ban tért vissza Magyarországra, és nyugdíjba vonult.
Aktív részese volt a BVSC Szőnyi úti uszodája megépítésének. 1988-ban Olimpiai Érdemrenddel ismerték el munkásságát. 2000 augusztusában, 88 éves korában hunyt el.

## Emlékezete
2008-ban Laky Károly és Sárosi Imre emlékére emléktáblát avattak a BVSC Szőnyi úti uszodájánál. 2012-ben, születésének századik évfordulója alkalmából róla nevezték el a BVSC-Zugló sportuszodáját. 2013-ban földi maradványait családja a Farkasréti temetőből a kelenföldi Szent Gellért-kápolna sírjába helyeztette át.